# Nachsitzen für Erwachsene
Nachsitzen für Erwachsene ist eine in Schwarz-Weiß produzierte Fernsehserie des Hessischen Rundfunks. In den 21 Episoden werden Gesprächsabende geschildert, an denen ein betagter Professor, gespielt von Paul Henckels, sein großes Wissen an einige Erwachsene weitergibt. Die Erstausstrahlung erfolgte 1958 bis 1960 im hessischen Regionalprogramm.

## Konzept
Eine Episode dieser Fernsehserie beginnt meist mit einer Unterhaltung zwischen Erwachsenen, die sich in einem Klassenzimmer einer Schule getroffen haben. Während des Gesprächs betritt der allwissende Professor den Raum, stellt Fragen an die Anwesenden, die er wie Schüler behandelt, und erweitert deren Allgemeinbildung (und auch die der Zuschauer) auf einem bestimmten Wissensgebiet durch seine Erläuterungen.
Der Darsteller des Professors war Paul Henckels, dessen bekannteste Rolle die des Professor Bömmel in Die Feuerzangenbowle war. Nicht zufällig finden die abendlichen Gespräche in der Kulisse dieses Filmes statt. 

## Episoden

### Staffel 1
| Folge | Thema                              | Sendetermin        |
| ----- | ---------------------------------- | ------------------ |
| 1     | Geschichte                         | 13. September 1958 |
| 2     | Mathematik                         | 25. Oktober 1958   |
| 3     | Der Trojanische Krieg              | 29. November 1958  |
| 4     | Silvester                          | 31. Dezember 1958  |
| 5     | Flora pauca                        | 28. Januar 1959    |
| 6     | Horoskope und Sterne               | 25. Februar 1959   |
| 7     | Frühlingsaufsatz                   | 25. März 1959      |
| 8     | Ausgelassen                        | 22. April 1959     |
| 9     | Klassenausflug / Ausflug ins Grüne | 22. Mai 1959       |

### Staffel 2
| Folge | Thema                                                     | Sendetermin   |
| ----- | --------------------------------------------------------- | ------------- |
| 10    | Aberglaube                                                | 1960          |
| 11    | Briefe und Definitionen                                   | 1960          |
| 12    | Die Liebe zum Geld                                        | 1960          |
| 13    | Erfinder und Erfindungen                                  | 1960          |
| 14    | Handel und Wandel                                         | 1960          |
| 15    | Moderne Luftfahrt / Technik und Geschichte des Flugwesens | 1960          |
| 16    | Musik und Noten                                           | 1960          |
| 17    | Physik / Atomphysik                                       | 1960          |
| 18    | Reklame und Werbung                                       | 1960          |
| 19    | Schifffahrt                                               | 1960          |
| 20    | Verkehrsprobleme                                          | 1960          |
| 21    | Tierkunde                                                 | 29. März 1960 |

## DVD-Veröffentlichung
Am 23. Januar 2015 wurden 10 Folgen der Serie in einer Box (2 DVDs) von Pidax veröffentlicht.